# Неменова, Лилия Марковна
Лилия Неменова (настоящее имя Цецилия Маркусовна Неменова; 16 марта 1922, Харьков — 2002, Москва) — русский прозаик и сценарист.

## Биография
Родилась 16 марта 1922 года в Харькове. Мать — Шейва Гершевна Неменова (1892—1975).
В 1942 году закончила три курса Харьковского университета, затем поступила на сценарный факультет во ВГИК — Всесоюзный государственный институт кинематографии — и окончила его в 1947 году.
Первый фильм по сценарию Неменовой — «Пути и судьбы» — был поставлен в 1955 году на Киевской киностудии режиссёром Яковом Базеляном. По сюжету сельский врач Иван Бойко получает приглашение в столичную клинику. Здесь герой встречает институтского друга Дмитрия Костенко, преуспевающего доцента. Очень скоро Иван убеждается в моральной нечистоплотности Дмитрия, присвоившего научный труд скромного коллеги Винника. Бойко разоблачает перед коллективом нечистого на руку кандидата наук.
Следующий сценарий был написан совместно с режиссёром Владимиром Гориккером, снятый по этому сценарию фильм «Музыка Верди» был поставлен в 1961 году на киностудии «Мосфильм» Владимиром Гориккером. По сценариям Неменовой (по мотивам рассказов Константина Паустовского) сняты телефильмы «Музыка Верди» и «Доблесть». Киноальманах «Маленькие мечтатели» — совместная работа нескольких сценаристов — был поставлен в 1962 году на киностудии «Беларусьфильм». Фильм состоит из трёх новелл, рассказывающих о счастливой и радостной жизни советских детей: «Юлькин день», «Ошибка», «Звезда на пляже».
Следующий сценарий Лилии Неменовой — «Не могу сказать „прощай“ (1982), снят на Киностудии имени М. Горького режиссёром Борисом Дуровым. Фильм о дружбе, верности долгу, предательству и самоотверженной любви. На танцах Лида знакомится с красавцем Сергеем, полюбив которого, она спустя некоторое время поняла, что для него её любовь — лишь очередное приключение. Лида тяжело пережила его женитьбу на другой. Красивая и прагматичная Марта, оказывается, очень ценит достаток в доме, поэтому Сергею приходится подолгу и много работать. Они уезжают в родную деревню Сергея, где он устраивается на прибыльное место в леспромхоз. А когда в леспромхозе с ним случилось несчастье; на него падает дерево и ломает ему позвоночник, то жена не выдерживает испытания. Теперь он оказался прикованным к постели, и по прогнозам врачей на всю оставшуюся жизнь останется инвалидом. Вскоре жена Марта сбежала от него в город. Тогда Лида, узнав о беде, приехала к любимому, стала ухаживать и осталась с ним навсегда…
Фильм «Тихая застава» снят в 1985 году на киностудии «Молдова-фильм» по мотивам повести Лилии Неменовой «Возвращение». Сценарий написан ею совместно с Борисом Дуровым. Старший лейтенант Василий Бодрут и его жена Евгения после свадьбы приезжают на пограничную заставу для прохождения службы. При попытке перехода государственной границы убит нарушитель, во время задержания ранен пограничник Васьков (Алексей Серебряков). Василий, рискуя жизнью, задерживает сообщника нарушителя. Но полной неожиданностью для лейтенанта стал приезд к его жене бывшего возлюбленного Вячеслава.
Опубликовала несколько документальных повестей и фантастическую сказку «Щен из созвездия Гончих Псов» (1988, отдельные издания — 1997, 2007).
Лилия Неменова умерла в 2002 году, похоронена на Малаховском еврейском кладбище.

### Киносценарии
- 1955 — «Пути и судьбы»
- 1961 — «Музыка Верди»
- 1962 — «Маленькие мечтатели».
- 1982 — «Не могу сказать „прощай“» (лидер кинопроката 1982 года, 4 место, 34,6 млн зрителей)
- 1985 — «Тихая застава»
- 1991 — «Щен из созвездия Гончих псов»

## Книги
- След в жизни / Л. М. Неменова // Разбудившие землю: документальная повесть о первооткрывателях тюменской нефти и газа / составитель В. Н. Николаев; общественный редактор Ю. Г. Эрвье. — Свердловск: Средне-Уральское книжное издательство, 1965. — С. 103—109.
- Хмурый вечер / Л. М. Неменова // Разбудившие землю: документальная повесть о первооткрывателях тюменской нефти и газа / составитель В. Н. Николаев; общественный редактор Ю. Г. Эрвье. — Свердловск: Средне-Уральское книжное издательство, 1965. — С. 231—237.
- Л. М. Неменова. Главный геолог (документальная повесть о лауреате Ленинской премии, начальнике Главного тюменского геологического управления Ю. Г. Эрвье). — М.: Советская Россия, 1975. — 224 с. — 50000 экз.
- Л. Неменова. Невыдуманная повесть. — М.: Политиздат, 1976. — 127 с.
- Л. М. Неменова. Деревянные кружева (непридуманная повесть). — М.: Советская Россия, 1977. — 80 с.
- Лилия Неменова. Возвращение (повесть). Библиотечка журнала «Пограничник» № 5 (83). — Москва, 1979. — 95 с.
- Л. Неменова. Тобольские горизонты: рассказ о людях и делах одной стройки. — М.: Политиздат, 1981. — 157 с. — 90000 экз.
- Лилия Неменова. Иду на эксперимент: Документальная повесть. (О бригадире-монтажнике объединения «Сибкомплектмонтаж» М. И. Буянове). — М.: Советская Россия, 1983. — 222 с.
- Лилия Неменова. Щен из созвездия Гончих Псов (фантастическая повесть). М.: Граница, 1997 и 2007. — 256 с.